# Diopsiulus elegans
Diopsiulus elegans är en mångfotingart som beskrevs av Filippo Silvestri 1916. Diopsiulus elegans ingår i släktet Diopsiulus och familjen Stemmiulidae. Inga underarter finns listade i Catalogue of Life.